# Badanj (wieś w Chorwacji)
Badanj – wieś w Chorwacji, w żupanii szybenicko-knińskiej, w mieście Drniš. W 2011 roku liczyła 280 mieszkańców.